# Aheah Saergathan!
Albums de Amaka Hahina
Seream Iarkham Beleth'Rim
(2001)

Aheah Saergathan! est le premier album officiel d'Amaka Hahina, projet solo dark ambient de Lord Beleth'Rim (musicien affilié au cercle des Légions Noires et membre des groupes black metal Torgeist et Vermeth). Publié en 2002 par le label Drakkar Productions, cet album fait suite à trois démos au format cassette publiées dans le courant de l'année précédente.

## Titres
| No | Titre                                                          | Durée |
| -- | -------------------------------------------------------------- | ----- |
| 1. | Meah Metreah                                                   | 11:53 |
| 2. | Souffle de Devastation - La Mort fauche et le Chaos Emporte... | 4:48  |
| 3. | Psalmodies - Eah Ethethria Kalkethre                           | 4:27  |
| 4. | Haine, Meurtre et Suicide...                                   | 5:01  |
| 5. | O Solitude, accueille-moi!                                     | 4:12  |
| 6. | Malediction - Eliah Selenethethria                             | 5:42  |